# Nam vương Quốc tế 2022
Nam vương Quốc tế 2022 là cuộc thi Nam vương Quốc tế lần thứ 14, được tổ chức tại New Frontier Theater ở Thành phố Quezon, Metro Manila, Philippines, vào ngày 30 tháng 10 năm 2022. Emmanuel "Manu" Franco đến từ Cộng hòa Dominica đăng quang ngôi vị Nam vương Quốc tế.
Đây là lần cuối cùng của Nam vương Quốc tế. Sau cái chết của
người sáng lập người Singapore Alan Sim vào tháng 10 năm 2022, cuộc thi rơi vào cuộc khủng hoảng lãnh đạo với hai người kế nhiệm; Pradit Pradinunt của Thái Lan và Manuel Deldio của Philippines.
Hai cuộc thi sắc đẹp được tổ chức vào năm sau, cả hai đều được cho là lần tổ chức thứ 15 hợp lệ.

## Kết quả

### Thứ hạng
| Hạng                      | Thí sinh |
| ------------------------- | --- |
| Mister International 2022 | - Cộng hòa Dominica — Enmanuel “Manu” Franco |
| Á vương 1                 | - Ấn Độ — Lukanand Kshetrimayum |
| Á vương 2                 | - Venezuela — Orangel Dirinot |
| Á vương 3                 | - Hồng Kông — Jason Li Kwan Chiu |
| Á vương 4                 | - Philippines — Myron Jude Ordillano |
| Á vương 5                 | - Tây Ban Nha — Juan Pablo Colías |
| Top 10                    | - Cuba — Rubert Arias - Hoa Kỳ — Daryn Friedman - México — Jorge Villegas - Thái Lan — Surasak Muangkaew                                                  |
| Top 16                    | - Brasil — Luan Antonelli - Hà Lan — Iliya Shahedi - Malaysia — Roger Amandus - Perú — Eleazar Moreno - Séc — Matěj Švec - Thụy Sĩ — Marcel Ignacio Riera |

### Giải thưởng đặc biệt
| Giải thưởng           | Thí sinh                                     |
| --------------------- | -------------------------------------------- |
| Best Formal Wear      | - Cộng hòa Dominica — Enmanuel “Manu” Franco |
| Best Swimwear         | - Tây Ban Nha — Juan Pablo Colías            |
| Best National Costume | - Indonesia — Julius Jason                   |
| Mister Congeniality   | - Nhật Bản — Ryo Yatogo                      |
| Mister Personality    | - Albania — Boris Gurtner                    |
| Mister Photogenic     | - Thái Lan — Surasak Muangkaew               |

## Các thí sinh
35 thí sinh dự thi.
| Quốc gia/vùng lãnh thổ | Thí sinh                   | Tuổi | Chiều cao               | Quê quán          | T.k.   |
| ---------------------- | -------------------------- | ---- | ----------------------- | ----------------- | ------ |
| Albania                | Boris Gurtner              | 22   | 1,78 m (5 ft 10 in)     | Fribourg          | [ 7 ]  |
| Ấn Độ                  | Lukanand Kshetrimayum      | 20   | 1,83 m (6 ft 0 in)      | Manipur           |        |
| Bỉ                     | Niels van Dijk             | 24   | 1,78 m (5 ft 10 in)     | Bornem            | [ 8 ]  |
| Brasil                 | Luan Antonelli             | 29   | 1,85 m (6 ft 1 in)      | Jacinto Machado   |        |
| Campuchia              | Bunchhat Eat               | 25   | 1,81 m (5 ft 11+1⁄2 in) | Phnom Penh        | [ 9 ]  |
| Cuba                   | Rubert Manuel Arias        | 28   | 1,84 m (6 ft 1⁄2 in)    | La Habana         | [ 10 ] |
| Cộng hòa Dominica      | Emmanuel "Manu" Franco     | 21   | 1,75 m (5 ft 9 in)      | Distrito Nacional | [ 11 ] |
| Đài Loan               | Jacob Hsiao                | 29   | 1,85 m (6 ft 1 in)      | Đài Bắc           |        |
| Haiti                  | Réginal Theodore Bien-Aime | 29   | 1,80 m (5 ft 11 in)     | Port-au-Prince    | [ 12 ] |
| Hà Lan                 | Iliya Shahedi              | 23   | 1,74 m (5 ft 8+1⁄2 in)  | Amsterdam         |        |
| Hàn Quốc               | Cho Jae-young              | 29   | 1,75 m (5 ft 9 in)      | Seoul             | [ 13 ] |
| Hoa Kỳ                 | Daryn Alexander Friedman   | 23   | 1,83 m (6 ft 0 in)      | Hollywood         |        |
| Hồng Kông              | Jason Li Kwai Chiu         | 24   | 1,83 m (6 ft 0 in)      | Hồng Kông         | [ 14 ] |
| Indonesia              | Jason Julius               | 25   | 1,74 m (5 ft 8+1⁄2 in)  | Bandung           | [ 15 ] |
| Kazakhstan             | Anatoly Anissimov          | 24   | 1,89 m (6 ft 2+1⁄2 in)  | Astana            |        |
| Lào                    | Sengtavanh Chaleunphonh    | 23   | 1,85 m (6 ft 1 in)      | Luang Prabang     |        |
| Malaysia               | Roger Hugo Amandus         | 21   | 1,80 m (5 ft 11 in)     | Sabah             |        |
| México                 | Jorge Andrés Villegas      | 25   | 1,88 m (6 ft 2 in)      | Mexico City       |        |
| Myanmar                | San Thar                   | 27   | 1,79 m (5 ft 10+1⁄2 in) | Pauktaw           | [ 16 ] |
| Nepal                  | Manash Kumar Rai           | 22   | 1,80 m (5 ft 11 in)     | Kathmandu         |        |
| Nhật Bản               | Ryo Yatogo                 | 25   | 1,77 m (5 ft 9+1⁄2 in)  | Niigata           |        |
| Nicaragua              | Jonathan López             | 29   | 1,83 m (6 ft 0 in)      | León              | [ 17 ] |
| Panama                 | Daniel Andrian Morán       | 22   | 1,84 m (6 ft 1⁄2 in)    | Panama City       | [ 18 ] |
| Perú                   | Eleazar Moreno             | 29   | 1,74 m (5 ft 8+1⁄2 in)  | Lima              | [ 19 ] |
| Pháp                   | Pierre Carriou             | 21   | 1,78 m (5 ft 10 in)     | Paimpol           | [ 20 ] |
| Philippines            | Myron Jude "MJ" Ordillano  | 25   | 1,82 m (5 ft 11+1⁄2 in) | Parañaque City    | [ 21 ] |
| Puerto Rico            | Driel Souza                | 29   | 1,82 m (5 ft 11+1⁄2 in) | San Juan          | [ 22 ] |
| Séc                    | Matěj Švec                 | 23   | 1,95 m (6 ft 5 in)      | Velešín           | [ 23 ] |
| Sierra Leone           | Almon Sall                 | 27   | 1,84 m (6 ft 1⁄2 in)    | Freetown          | [ 24 ] |
| Singapore              | Sean Nicholas Sutiono      | 26   | 1,83 m (6 ft 0 in)      | Singapore         |        |
| Sri Lanka              | Pasan Weerasekara          | 23   | 1,76 m (5 ft 9+1⁄2 in)  | Ganemulla         | [ 25 ] |
| Tây Ban Nha            | Juan Pablo Colías          | 25   | 1,91 m (6 ft 3 in)      | Valladolid        |        |
| Thái Lan               | Surasak Muangkaew          | 27   | 1,86 m (6 ft 1 in)      | Lamphun           | [ 26 ] |
| Thụy Sĩ                | Marcel Ignacio Riera       | 28   | 1,83 m (6 ft 0 in)      | Neuchâtel         | [ 27 ] |
| Venezuela              | Orangel Dirinot            | 26   | 1,89 m (6 ft 2+1⁄2 in)  | Coro              |        |

### Dự thi cuộc thi sắc đẹp quốc tế khác
| Cuộc thi             | Năm  | Quốc gia/vùng lãnh thổ | Thí sinh                      | Thứ hạng       | T.k.   |
| -------------------- | ---- | ---------------------- | ----------------------------- | -------------- | ------ |
| Man of the World     | 2025 | Myanmar                | San Thar                      | Top 18         |        |
| Mister Supranational | 2025 | Perú                   | Eleazar Alberto Moreno Aguayo | Không đạt giải | [ 28 ] |